# Adam-lès-Vercel
Adam-lès-Vercel is een gemeente in het Franse departement Doubs (regio Bourgogne-Franche-Comté) en telt 105 inwoners (2009). De plaats maakt deel uit van het arrondissement Pontarlier.

## Geografie

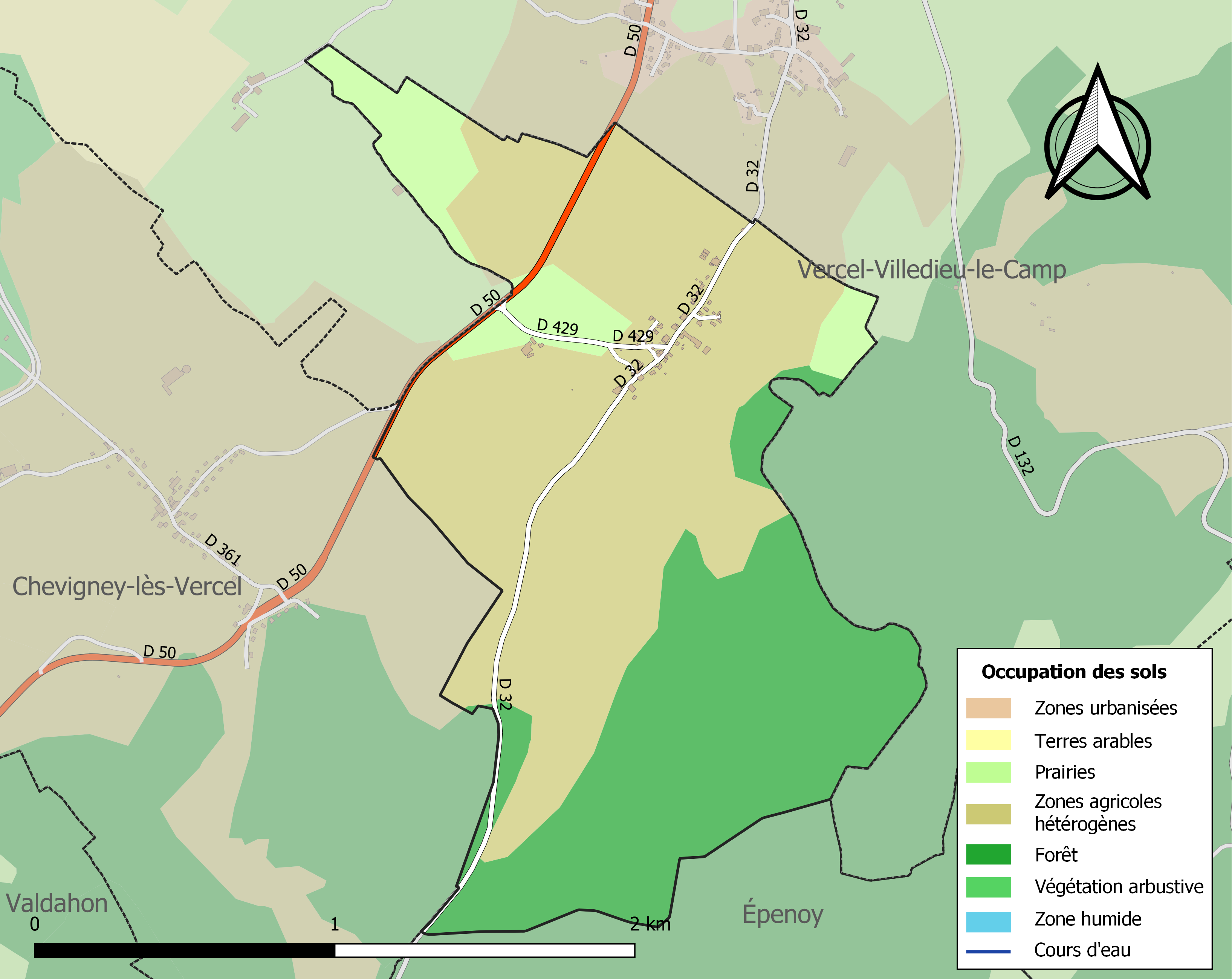
Kaart van de gemeente met de belangrijkste infrastructuur, bodemgebruik en omliggende gemeenten

De oppervlakte van Adam-lès-Vercel bedraagt 3,3 km², de bevolkingsdichtheid is dus 31,8 inwoners per km².

## Demografie
Onderstaande figuur toont het verloop van het inwonertal (bron: INSEE-tellingen).